# Rhysodesmus coriaceus
Rhysodesmus coriaceus är en mångfotingart som beskrevs av Loomis 1968. Rhysodesmus coriaceus ingår i släktet Rhysodesmus och familjen Xystodesmidae. Inga underarter finns listade i Catalogue of Life.